# Гимарайш, Энрике
Энрике Гимарайш (порт.-браз. Henrique Carlos Serra Azul Guimarães; род. 9 сентября 1972, Сан-Паулу) — бразильский дзюдоист, чемпион и призёр Панамериканских чемпионатов и Панамериканских игр, бронзовый призёр Олимпиады 1996 года в Атланте, участник трёх Олимпиад.

## Карьера
Выступал в полулёгкой (до 65 кг) весовой категории. Победитель и призёр международных турниров. Бронзовый призёр чемпионата мира среди военнослужащих 1994 года в Бухаресте. Победитель (1999, 2003 годы), серебряный (1994, 1996, 2002) и бронзовый (1997) призёр Панамериканских чемпионатов. Бронзовый призёр Панамериканских игр 1995 и 2003 годов.
На Олимпиаде в Атланте Гимарайш победил француза Ларби Бенбудауда и южнокорейца Ли Сун Хуна, но проиграл венгру Йожефу Чаку. В утешительной серии бразилец победил южноафриканца Дункана Маккиннона, болгарина Ивана Нетова, бельгийца Филипа Лааца и завоевал олимпийскую бронзу.
На следующей Олимпиаде в Сиднее Гимарайш победил шведа Габриэля Бенгтссона, но проиграл итальянцу Джироламо Джовинаццо. В утешительной серии бразилец победил пуэрториканца Мелвина Мендеса, уступил грузину Георгию Вазагашвили и занял в итоге 9-е место.
На Олимпиаде 2000 года в Афинах бразилец победил южнокорейца Пан Гвимана, но уступил россиянину Магомеду Джафарову и выбыл из борьбы за медали Олимпиады.